# Cantón de Le Bény-Bocage
El cantón de Le Bény-Bocage era una división administrativa francesa, que estaba situada en el departamento de Calvados y la región de Baja Normandía.

## Composición
El cantón estaba formado por veinte comunas:
- Beaulieu
- Bures-les-Monts
- Campeaux
- Carville
- Étouvy
- La Ferrière-Harang
- La Graverie
- Le Bény-Bocage
- Le Reculey
- Le Tourneur
- Malloué
- Montamy
- Mont-Bertrand
- Montchauvet
- Saint-Denis-Maisoncelles
- Sainte-Marie-Laumont
- Saint-Martin-des-Besaces
- Saint-Martin-Don
- Saint-Ouen-des-Besaces
- Saint-Pierre-Tarentaine

## Supresión del cantón de Le Bény-Bocage
En aplicación del Decreto n.º 2014-160 de 17 de febrero de 2014, el cantón de Le Bény-Bocage fue suprimido el 22 de marzo de 2015 y sus 20 comunas pasaron a formar parte del nuevo cantón de Condé-sur-Noireau.